# Quinto gabinete ministerial del gobierno de Pedro Castillo
El quinto gabinete ministerial del Gobierno de Pedro Castillo fue un gabinete del Gobierno de la República del Perú, entre noviembre y diciembre de 2022. Pedro Castillo fue investido presidente de la República, tras ganar en las elecciones generales de 2021.

## Contexto
El anuncio del nuevo gabinete es un intento de resolver una crisis política entre Pedro Castillo y el Congreso de la República. El 24 de noviembre de 2022, el presidente Castillo pronunció un discurso a la nación en el que anunció que aceptaba la renuncia de Aníbal Torres y también la designación de un nuevo gabinete.
El presidente del Consejo de Ministros renunciante quiso provocar un voto de confianza en el Congreso para que éste analice un proyecto de reforma constitucional para anular el Congreso con el fin de desencadenar referéndums, en particular sobre la Asamblea Constituyente, un proyecto histórico de Castillo, pero el voto de la confianza es negada por la presidencia del Congreso, dominada por el centroderecha y la derecha.
En ese mismo discurso, Pedro Castillo evoca interpretar la decisión del Congreso de no permitir que se produzca el voto de confianza deseado por el presidente del Consejo como una "negativa expresa de confianza" y considera legítimo este cambio de gabinete.

## Historia

### Nombramiento
El 25 de noviembre de 2022, al día siguiente del discurso de Pedro Castillo, este último decidió designar a la ministra de Cultura Betssy Chávez como Presidenta del Consejo de Ministros.
El mismo día el Presidente y el presidente del Consejo anuncian la formación y composición del gabinete, el quinto de la presidencia de Castillo en un año y tres meses de mandato.

### Cambios en el Gobierno
Frente al cuarto gabinete, de los diecinueve ministros designados, trece son reelegidos en sus funciones y seis son nuevos ministros, destacando Heidy Juárez, Silvana Robles y Cinthya Lindo Espinoza.
Tras el anuncio de la vicepresidenta Dina Boluarte de no continuar como ministra, justificando que "la actual polarización perjudica a todos" y prefiriendo consolidar "la más amplia unidad de todos los peruanos" como vicepresidenta, el ministro Roberto Sánchez es el ministro más antiguo del mandato de Pedro Castillo, desde el primer gabinete de Guido Bellido. Desde noviembre, ha sido calificado por los medios de comunicación como cercano al presidente y también está implicado en los escándalos de corrupción contra Pedro Castillo.
Lo sorprendente es la designación de Heidy Juárez como ministra de la Mujer y Poblaciones Vulnerables, ella también es diputada y exmiembro de APP, expulsada del grupo y se fue por ser la autora y reveló, según el partido APP, el asunto de las grabaciones de audio que hicieron censurar a Lady Camones de la presidencia del Congreso por la izquierda y los grupos de centro. Tras esta expulsión, pasa a formar parte del grupo parlamentario de Podemos Perú.
Sin embargo, cuando fue nombrada para el gobierno, todavía era miembro del grupo parlamentario de Podemos Perú, pero esta última y a través del presidente del grupo, José Luna Gálvez, expresó su desacuerdo con esta elección, afirmando que no apoyaba ni estaba vinculada con el gobierno. Al día siguiente de su nominación, el 26 de noviembre, renunció al grupo, quedando sin registro en el Congreso.

## Composición
| Función                                            | Retrato | Titular                                           | Período                  | Período                | Partido | Partido | Ref.   |
| -------------------------------------------------- | ------- | ------------------------------------------------- | ------------------------ | ---------------------- | ------- | ------- | ------ |
| Presidencia de la República                        |         | José Pedro Castillo Terrones                      | 28 de julio de 2021      | 7 de diciembre de 2022 |         | Ind.    | [ 10 ] |
| Consejo de Ministros                               |         |                                                   |                          |                        |         |         |        |
| Presidencia del Consejo de Ministros               |         | Betssy Betzabet Chávez Chino                      | 25 de noviembre de 2022  | 7 de diciembre de 2022 |         | PL-PD   | [ 3 ]  |
| Ministerio de Relaciones Exteriores                |         | César Rodrigo Landa Arroyo                        | 13 de septiembre de 2022 | 7 de diciembre de 2022 |         | Ind.    |        |
| Ministerio de Defensa                              |         | Daniel Hugo Barragán Coloma                       | 23 de septiembre de 2022 | 3 de diciembre de 2022 |         | UPP     | [ 11 ] |
| Ministerio de Defensa                              |         | Emilio Gustavo Arturo Sandro Edmundo Bobbio Rosas | 5 de diciembre de 2022   | 7 de diciembre de 2022 |         |         | [ 12 ] |
| Ministerio de Economía y Finanzas                  |         | Kurt Johnny Burneo Farfán                         | 5 de agosto de 2022      | 7 de diciembre de 2022 |         | Ind.    |        |
| Ministerio del Interior                            |         | Willy Arturo Huerta Olivas                        | 19 de julio de 2022      | 7 de diciembre de 2022 |         | Ind.    |        |
| Ministerio de Justicia y Derechos Humanos          |         | Félix Inocente Chero Medina                       | 19 de marzo de 2022      | 7 de diciembre de 2022 |         | Ind.    |        |
| Ministerio de Educación                            |         | Rosendo Leoncio Serna Román                       | 28 de diciembre de 2021  | 7 de diciembre de 2022 |         | Ind.    |        |
| Ministerio de Salud                                |         | Kelly Roxana Portalatino Ávalos                   | 27 de octubre de 2022    | 7 de diciembre de 2022 |         | PL      |        |
| Ministerio de Desarrollo Agrario y Riego           |         | Juan Rodó Altamirano Quispe                       | 25 de noviembre de 2022  | 7 de diciembre de 2022 |         | Ind.    |        |
| Ministerio de Trabajo y Promoción del Empleo       |         | Alejandro Antonio Salas Zegarra                   | 5 de agosto de 2022      | 7 de diciembre de 2022 |         | Ind.    |        |
| Ministerio de la Producción                        |         | Eduardo Mora Asnarán                              | 25 de noviembre de 2022  | 7 de diciembre de 2022 |         | Ind.    |        |
| Ministerio de Comercio Exterior y Turismo          |         | Roberto Helbert Sánchez Palomino                  | 29 de julio de 2021      | 7 de diciembre de 2022 |         | JP      | [ 6 ]  |
| Ministerio de Energía y Minas                      |         | Oliverio Muñoz Cabrera                            | 25 de noviembre de 2022  | 7 de diciembre de 2022 |         | Ind.    |        |
| Ministerio de Transportes y Comunicaciones         |         | Richard Washington Tineo Quispe                   | 24 de septiembre de 2022 | 7 de diciembre de 2022 |         | Ind.    |        |
| Ministerio de Vivienda, Construcción y Saneamiento |         | César Paniagua Chacón                             | 5 de agosto de 2022      | 7 de diciembre de 2022 |         | Ind.    |        |
| Ministerio de la Mujer y Poblaciones Vulnerables   |         | Heidy Lisbeth Juárez Calle                        | 25 de noviembre de 2022  | 7 de diciembre de 2022 |         | DVD     | [ 7 ]  |
| Ministerio del Ambiente                            |         | Wilbert Gabriel Rozas Beltrán                     | 24 de agosto de 2022     | 7 de diciembre de 2022 |         | FA      |        |
| Ministerio de Cultura                              |         | Silvana Emperatriz Robles Araujo                  | 25 de noviembre de 2022  | 7 de diciembre de 2022 |         | PL      |        |
| Ministerio de Desarrollo e Inclusión Social        |         | Cinthya Karina Lindo Espinoza                     | 25 de noviembre de 2022  | 7 de diciembre de 2022 |         | PL      |        |